# Piero Soffici
Piero Soffici, all'anagrafe Pietro (Rovigno, 28 luglio 1920 – Milano, 4 maggio 2004), è stato un direttore d'orchestra, compositore, pianista, sassofonista italiano.
In alcune occasioni si è cimentato come paroliere con lo pseudonimo Ardiente.
È ricordato nella musica leggera italiana come coautore di alcuni grandi successi come Stessa spiaggia, stesso mare per Piero Focaccia, Pietà per Vasso Ovale, Perdono per Caterina Caselli.

## Biografia
Inizia l'attività musicale nella sua città natale, suonando l'ottavino nella banda dei salesiani e passando poi al clarinetto; nel 1937 si trasferisce a Pola, dove lavora come direttore d'orchestra al Teatro Ciscutti e dove conosce Agnese Ines Budicin, che sposa e da cui ha due figli, Viviana nel 1943 e Roberto nel 1946 (quest'ultimo avrà una discreta carriera come compositore e cantautore).
Dopo aver diretto un complesso musicale dell'esercito durante la seconda guerra mondiale, debutta come orchestrale nel secondo dopoguerra, lavorando anche all'estero, e creando poi un suo complesso con cui si esibisce in giro per l'Italia negli anni '50, iniziando a comporre alcune musiche strumentali per sassofono (tra cui nel 1955 Sax in vacanza e Caccia al cinghiale).
Dopo un'esperienza come arrangiatore alla Philips, nel 1959 viene chiamato da Giovanni Battista Ansoldi come direttore artistico della Primary, casa discografica da lui fondata: Soffici diventa in seguito direttore artistico di altre due etichette di Ansoldi, la Variety e la Ri-Fi, e in questo ruolo collabora con molti artisti delle etichette, come Fred Bongusto, Ghigo Agosti, per cui scrive la musica del suo più grande successo, Coccinella e Cocky Mazzetti, per cui scrive Qualcuno mi ama, con cui debutta come direttore d'orchestra al Festival di Sanremo 1961 (la canzone viene incisa anche da Luigi Tenco).
Nel 1960 scrive, assieme a Pier Quinto Cariaggi, Caro Gesù bambino che, nell'interpretazione di Christian Morandi, partecipa allo Zecchino d'Oro 1960. Nel 1961 partecipa alla manifestazione per bambini con C'era una volta.
Nel 1963 ottiene il suo più grande successo come autore con Stessa spiaggia, stesso mare, con testo di Mogol e interpretata da Piero Focaccia e da Mina e risultando in entrambe le versioni uno tra i dischi più venduti dell'anno. Partecipa ancora allo Zecchino d'Oro con il brano In punta di piedi.
Nello stesso anno scrive sia il testo che la musica del più grande successo di Vasso Ovale, Pietà, canzone che entrerà in classifica l'anno successivo.
Torna al Festival di Sanremo nel 1964, con Tu piangi per niente, incisa da Lilly Bonato e Richard Moser jr..
Nel 1966 collabora con Gino Paoli, arrangiando le canzoni dell'album Le canzoni per Emmeti, che il cantautore realizza con Lea Massari; scrive inoltre con Mogol Perdono per Caterina Caselli, con cui la cantante vince il Festivalbar 1966.
Ottiene un altro grande successo al Festival di Sanremo 1969 con Quando l'amore diventa poesia, interpretato da Orietta Berti e Massimo Ranieri; nello stesso anno partecipa a Un disco per l'estate 1969 con Viva la vita in campagna, interpretata da Carmen Villani.
Nel decennio successivo scrive canzoni per Iva Zanicchi, Rosanna Fratello, i Dik Dik, ed incide alcuni dischi di musica strumentale con la sua orchestra. Nel 1976 partecipa nuovamente allo Zecchino d'Oro con Ma che cosa ci posso fare?, composta con Italo Ianne su testo di Cristiano Malgioglio.
Nel 1980 collabora con suo figlio, Roberto Soffici, assieme a Luigi Albertelli e Claudio Daiano, arrangiando quello che resterà il suo più grande successo, Io ti voglio tanto bene.
Partecipa per l'ultima volta come autore al Festival di Sanremo 1983 con Avrò, presentata da Giorgia Fiorio; continua l'attività in sala d'incisione ancora per qualche anno, incidendo anche alcune canzoni in dialetto legate alla sua città natale, Rovigno, per poi ritirarsi a vita privata alla fine degli anni '80.
Negli anni novanta compone diverse armonizzazioni di canti popolari e degli alpini per il Coro A.N.A. di Milano; trascorre poi gli ultimi anni alla Casa di riposo per musicisti "G. Verdi", in cui si ritira con la moglie e in cui muore nel 2004.
Alla Siae risultano depositate a suo nome 443 canzoni.

## Discografia

### Album
- 1975 - Sax Explosion (Variety, RLV-ST 90501)
- 1977 - I successi del 27º festival di Sanremo '77 (Variety, RLV-ST 90538)
- 1978 - Mi sono innamorato di te-Un sax in discoteca (Variety, RLV-ST 90547)

### Singoli
- 1961 - Don't Ever Change/Carina Marie (Primary, CRA 91837)
- 1975 - Lettera aperta a 12 voci/Ljuba (Variety, FNP 10226)
- 1975 - Solitudine/Stardust (Variety, FNP 10227)
- 1976 - Anniversary day/Autunno romano (Ri-Fi, RFN-NP 16625)
- 1977 - Special love/Chanson d'amour (Ri-Fi, RFN-NP 16708)
- 1977 - Theme From New York New York/Regan's Theme (Ri-Fi, RFN NP 16721)
- 1978 - Radici/Special love (Ri-Fi, RFN-NP 16742)